# بریان اکتون
بِریان اَکتون (انگلیسی: Brian Acton؛ زادهٔ ۱۹۷۲ (۵۲–۵۳ سال)) یک مهندس، و کارآفرین اهل ایالات متحده آمریکا است. وی یکی از مؤسسین (به همراه یان کوم) واتس‌اپ، یک اپلیکیشن پیامرسانی موبایل است که در فوریه ۲۰۱۴ به مبلغ ۱۹ میلیارد دلار از سوی فیس‌بوک خریداری شد.
او اکنون رئیس اجرایی بنیاد فناوری سیگنال است که با همکاری موکسی مارلین اسپایک در سال ۲۰۱۸ تأسیس شد.
او قبلاً زمانی که در یاهو! کار می‌کرد واتس اپ را تأسیس کرد، یک برنامه پیام رسان تلفن همراه که توسط فیس بوک در فوریه ۲۰۱۴ به مبلغ ۱۹ میلیارد دلار آمریکا با جان کوم خریداری شد. اکتون در سپتامبر ۲۰۱۷ واتس اپ را ترک کرد تا بنیاد سیگنال را راه اندازی کند. طبق گزارش فوربس (۲۰۲۰)، اکتون با دارایی خالص ۲٫۵ میلیارد دلار، هشتصد و سی و ششمین فرد ثروتمند جهان است.

## زندگی‌نامه
اکتون در میشیگان بزرگ شد، بعد به فلوریدا مرکزی نقل مکان کرد، جایی که از دبیرستان لیک هاول فارغ‌التحصیل شد. اکتون یک بورس تحصیلی کامل برای تحصیل در رشته مهندسی در دانشگاه پنسیلوانیا دریافت کرد، اما پس از یک سال آن را ترک کرد و در استنفورد تحصیل کرد. او در سال ۱۹۹۴ از دانشگاه استنفورد در رشته علوم کامپیوتر فارغ‌التحصیل شد.

## حرفه
در سال ۱۹۹۲، او قبل از تبدیل شدن به یک آزمایش کننده محصول در اپل و ادوبی، مدیر سیستم راکول اینترنشنال شد. او در سال ۱۹۹۶ به یاهو پیوست
اکتون در رونق دات کام سرمایه‌گذاری کرد و سال ۲۰۰۰ میلیون‌ها دلار را در حباب دات کام از دست داد. در سپتامبر ۲۰۰۷، کوم و اکتون یاهو را ترک کردند! او یک سال مرخصی گرفت و به اطراف آمریکای جنوبی سفر کرد. کوم و اکتون برای کار در فیس بوک درخواست کردند. در ژانویه ۲۰۰۹، کوم یک آیفون خرید و متوجه شد که اپ استور هفت ماه است که در شرف ایجاد یک صنعت کاملاً جدید از برنامه‌ها است. او به ملاقات دوستش الکس فیشمن رفت و در مورد توسعه یک اپلیکیشن صحبت کرد. کوم تقریباً بلافاصله نام WhatsApp را انتخاب کرد. در سال ۲۰۱۴، کوم و اکتون واتس اپ را به مبلغ تقریبی ۱۹ میلیارد دلار به صورت نقد و سهام به فیس بوک فروختند. فوربس تخمین زده که اکتون بیش از ۲۰ درصد از سهام این شرکت را در اختیار داشت و دارایی خالص او حدود ۳٫۸ میلیارد دلار بود. در سال ۲۰۱۶، اکتون یک دور سرمایه‌گذاری برای Trak N Tell را رهبری کرد و به همراه دو سرمایه‌گذار دیگر ۳٫۵ میلیون دلار جمع‌آوری کرد.
اکتون در سپتامبر ۲۰۱۷ واتس اپ را ترک کرد تا یک بنیاد جدید به نام بنیاد سیگنال را راه اندازی کند که به کمک به افراد برای دسترسی به ارتباطات خصوصی از طریق یک برنامه پیام رسانی رمزگذاری شده اختصاص دارد.  سیگنال به‌طور گسترده توسط روزنامه نگاران و فعالان حقوق بشر استفاده می‌شود. اکتون در حال حاضر یکی از اعضای هیئت مدیره بنیاد سیگنال است.
از سال ۲۰۱۴، برایان اکتون و همسرش تگان اکتون شروع به ایجاد یک شبکه بشردوستانه از طریق بنیاد Wildcard Giving، با سه بنیاد خواهر: خیریه نور خورشید، خیریه خانواده اکتون و خیریه همبستگی دادن کردند.